# Lake Norman of Catawba (Carolina del Norte)
Lake Norman of Catawba es un lugar designado por el censo ubicado en el condado de Catawba en el estado estadounidense de Carolina del Norte. La localidad en el año 2000, tenía una población de 4.744 habitantes en una superficie de 72 km², con una densidad poblacional de 95.8 personas por km².

## Geografía
Lake Norman of Catawba se encuentra ubicado en las coordenadas 35°35′6″N 80°59′44″O / 35.58500, -80.99556. Según la Oficina del Censo, la localidad tiene un área total de 72 km² (27,8 mi²), de la cual 49,5 km² (19,1 mi²) es tierra y 22,5 km² (8,7 mi²) (31.25%) es agua.

### Localidades adyacentes
El siguiente diagrama muestra a las localidades en un radio de 16 kilómetros (9,9 mi) de Lake Norman of Catawba.

## Demografía
En el 2000 la renta per cápita promedia del hogar era de $50.367, y el ingreso promedio para una familia era de $55.192. El ingreso per cápita para la localidad era de $27.278. En 2000 los hombres tenían un ingreso per cápita de $40.250 contra $28.650 para las mujeres. Alrededor del 7.10% de la población estaba bajo el umbral de pobreza nacional.